# 2008-as Szardínia-rali

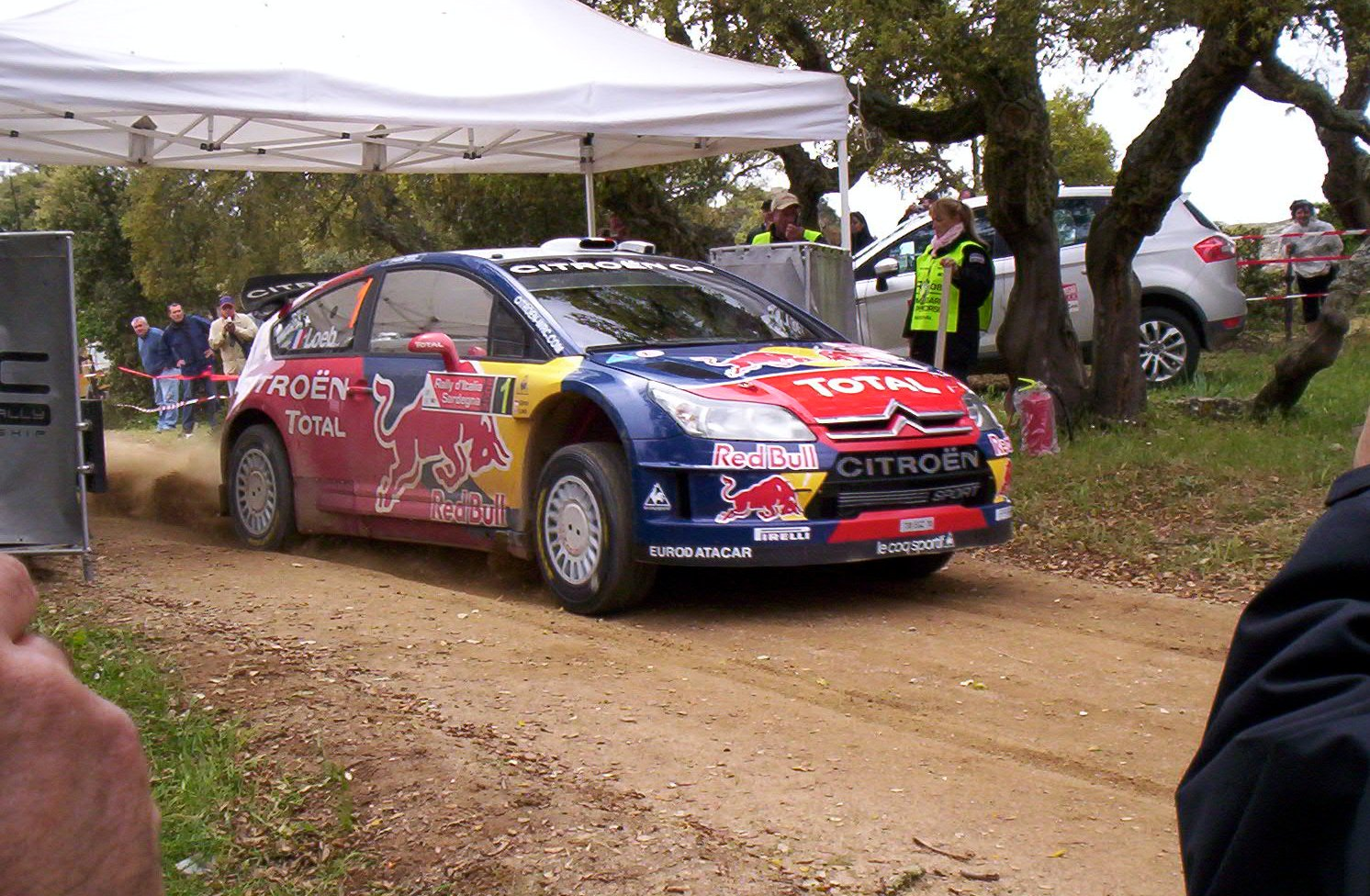
A győztese, Sébastien Loeb rajt közben egy szakaszon

A 2008-as Szardínia-rali (hivatalosan: 5º Rally d'Italia Sardegna) volt a 2008-as rali-világbajnokság hatodik futama. Május 16. és 18. között került megrendezésre, 17 gyorsasági szakaszból állt, melyek össztávja 345 kilométert tett ki. A versenyen 57 páros indult, melyből 38 ért célba.
A versenyt, 2005 és 2006 után ismét a francia Sébastien Loeb nyerte, másodikként Mikko Hirvonen végzett, harmadik pedig Jari-Matti Latvala lett.
A futam a junior rali-világbajnokság szezonbeli harmadik futama is volt egyben. Ezt az értékelést Michał Kościuszko nyerte, Alessandro Bettega és Aaron Burkart előtt.

## Beszámoló
Első nap

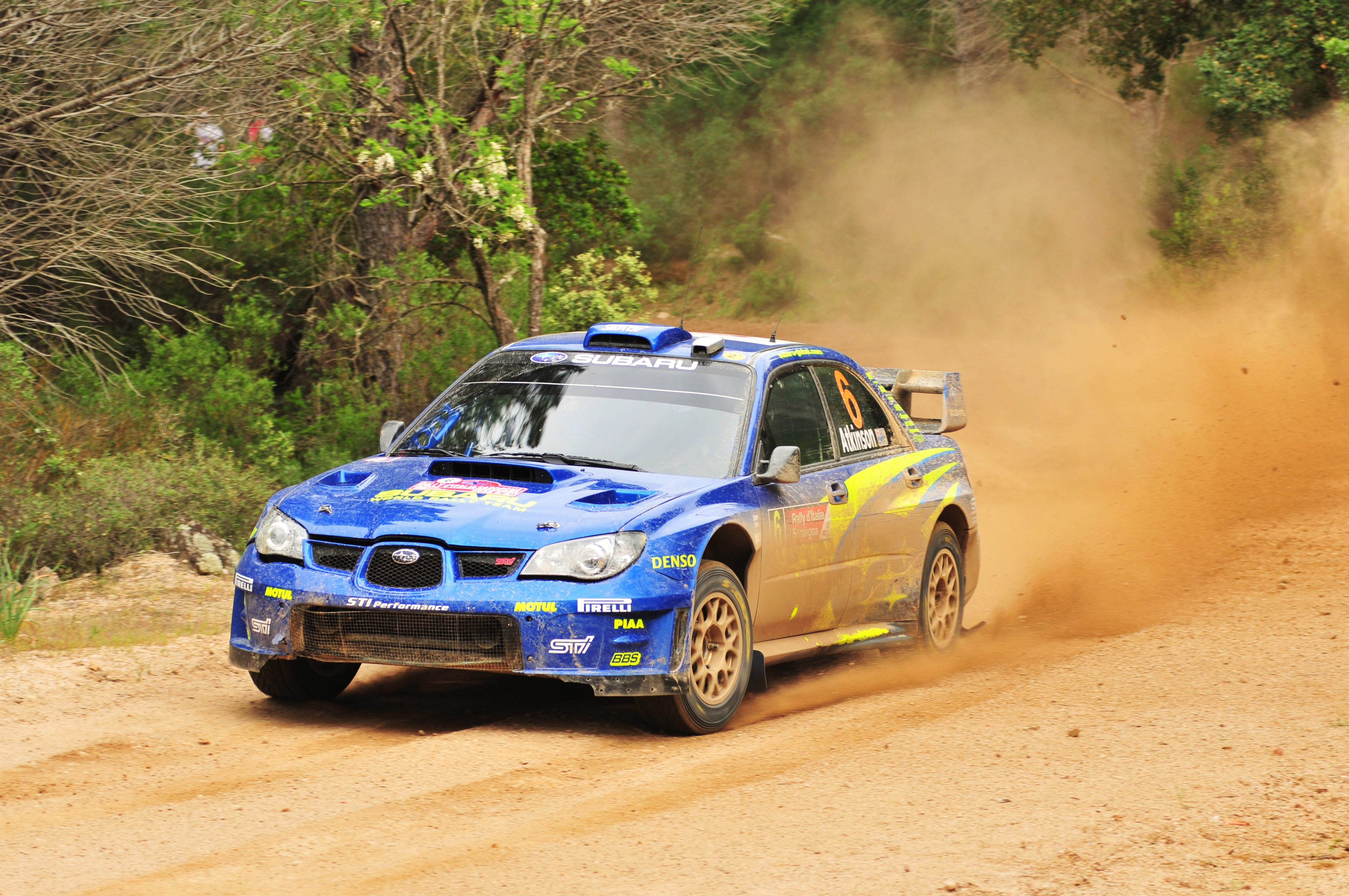
Chris Atkinson hatodik lett a 2007-es fejlesztésű Subaru Impreza WRC-vel

A bajnokságban vezető Mikko Hirvonent hátráltatta, hogy elsőként rajtolt a szakaszokon, így ő takarította a poros, murvás pályákat. Csapattársa, Latvala megnyerte az első gyorsaságit, azonban a második etapon defektet kapott és másfél perc vesztesége után a tizennegyedik helyre esett vissza. Loeb sorra nyerte a szakaszokat, és a nap végére már több mint fél perccel állt a második, Sordo előtt. Petter Solberg a harmadik helyen zárta a napot, Hirvonen pedig a negyedik volt ekkor. Mögötte Chris Atkinson, Gigi Galli, Latvala, Henning Solberg volt a pontszerzők sorrendje.
Andreas Mikkelsen egy ötödik eredménnyel kezdte meg a versenyt, ám a második gyorsaságin összetörte a Ford Focus WRC-t és kiesett.
Második nap

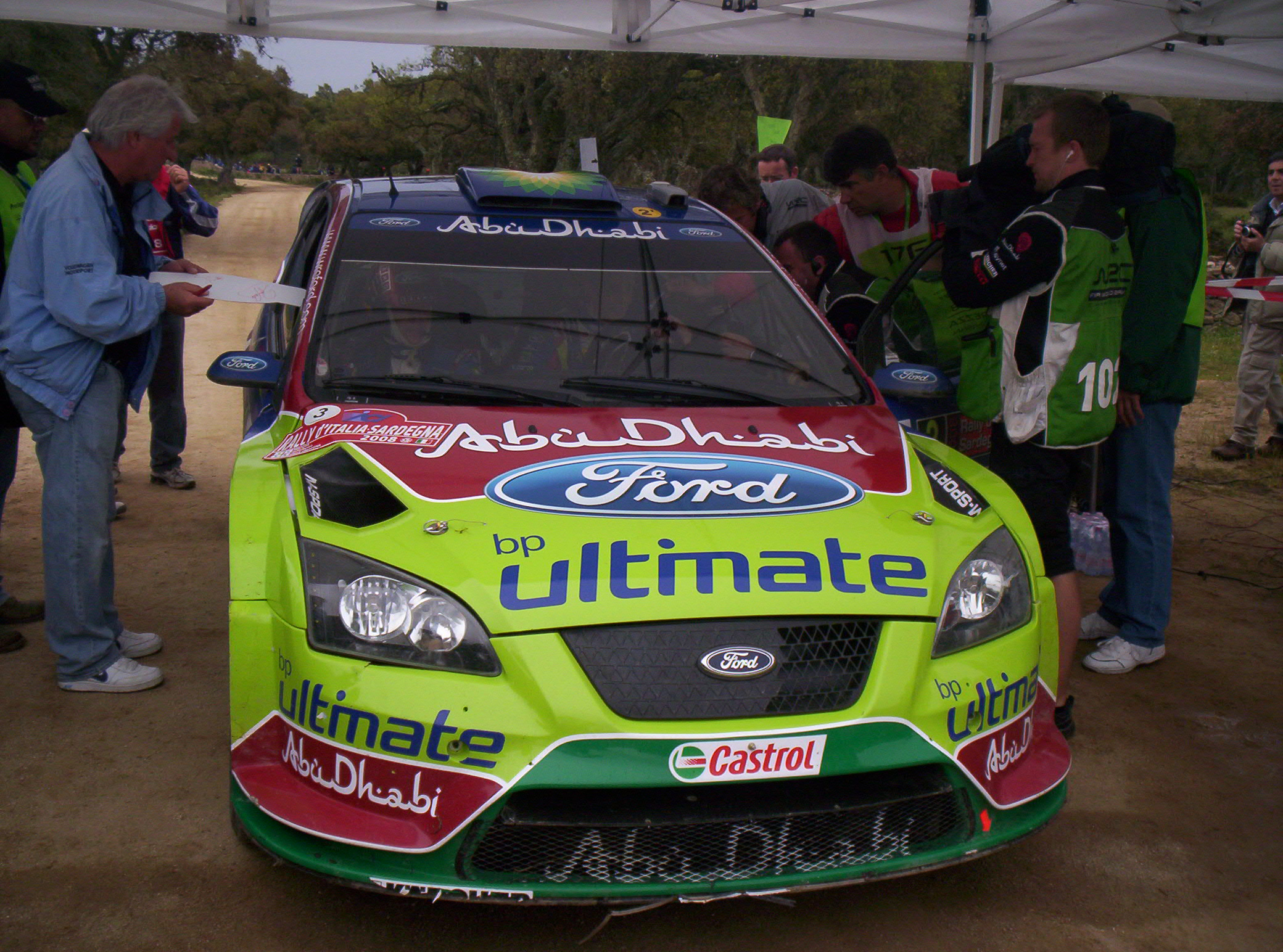
Második helyének köszönhetően Hirvonen továbbra is a pontverseny élén maradt

A második napot a két gyári Ford uralta. Latvala mind a hat szakaszt megnyerte, Hirvonen pedig hat alkalommal lett második. Loeb továbbra is az élen maradt a nap végére, azonban mind a két Ford fél percen belülre került hozzá képest. Hirvonen és Latvala tizedmásodpercre azonos idővel álltak, a második, illetve harmadik helyen. Galli a negyedik, Sordo pedig az ötödik volt ekkor. Petter Solberget egy defekt hátráltatta a nyolcadik gyorsaságin és csak a tizedik volt a második nap végén.
Harmadik nap
A zárónapon Loeb megtartotta első helyét. A két Ford az egész nap folyamán nagy nyomást gyakorolt a franciára, a címvédőnek azonban így is maradt tíz másodperc előnye Hirvonennel szemben. Latvala harmadikként zárt, Galli pedig maradt a negyedik. Őt Sordo és Atkinson követte. Henning Solberg a hetedik lett, mögötte Urmo Aava végzett, aki szezonbeli első pontját szerezte.

## Szakaszok
| Nap               | #   | Rajtidő | Szakasz          | Hossz    | Győztes            | Idő     | Átlag seb. | Versenyben vezető  |
| ----------------- | --- | ------- | ---------------- | -------- | ------------------ | ------- | ---------- | ------------------ |
| 1. nap (Május 16) | 1.  | 10:23   | Monte Corvos 1   | 16.43 km | Jari-Matti Latvala | 11:24.3 | 86.4 km/h  | Jari-Matti Latvala |
| 1. nap (Május 16) | 2.  | 10:50   | Crastazza 1      | 33.96 km | Sébastien Loeb     | 23:56.1 | 85.1 km/h  | Sébastien Loeb     |
| 1. nap (Május 16) | 3.  | 12:07   | Terranova 1      | 15.39 km | Sébastien Loeb     | 10:48.3 | 85.5 km/h  | Sébastien Loeb     |
| 1. nap (Május 16) | 4.  | 15:18   | Monte Corvos 2   | 16.43 km | Gigi Galli         | 11:07.3 | 88.6 km/h  | Sébastien Loeb     |
| 1. nap (Május 16) | 5.  | 15:45   | Crastazza 2      | 33.96 km | Sébastien Loeb     | 23:21.4 | 87.2 km/h  | Sébastien Loeb     |
| 1. nap (Május 16) | 6.  | 17:02   | Terranova 2      | 15.39 km | Jari-Matti Latvala | 10:30.9 | 87.8 km/h  | Sébastien Loeb     |
| 2. nap (Május 17) | 7.  | 9:39    | Punta Pianedda 1 | 18.53 km | Jari-Matti Latvala | 11:27.8 | 97.0 km/h  | Sébastien Loeb     |
| 2. nap (Május 17) | 8.  | 10:31   | Monte Lerno 1    | 29.31 km | Jari-Matti Latvala | 19:46.3 | 88.9 km/h  | Sébastien Loeb     |
| 2. nap (Május 17) | 9.  | 11:16   | Su Filigosu 1    | 19.46 km | Jari-Matti Latvala | 12:43.3 | 91.8 km/h  | Sébastien Loeb     |
| 2. nap (Május 17) | 10. | 14:56   | Punta Pianedda 2 | 18.53 km | Jari-Matti Latvala | 11:09.3 | 99.7 km/h  | Sébastien Loeb     |
| 2. nap (Május 17) | 11. | 15.48   | Monte Lerno 2    | 29.31 km | Jari-Matti Latvala | 19:19.9 | 91.0 km/h  | Sébastien Loeb     |
| 2. nap (Május 17) | 12. | 16:33   | Su Filigosu 2    | 19.46 km | Jari-Matti Latvala | 12:35.6 | 94.0 km/h  | Sébastien Loeb     |
| 3. nap (Május 18) | 13. | 8:10    | Monte Olia 1     | 19.28 km | Mikko Hirvonen     | 14:03.2 | 82.3 km/h  | Sébastien Loeb     |
| 3. nap (Május 18) | 14. | 8:50    | Sorilis 1        | 18.66 km | Sébastien Loeb     | 13:58.9 | 80.1 km/h  | Sébastien Loeb     |
| 3. nap (Május 18) | 15. | 11:36   | Monte Olia 2     | 19.28 km | Jari-Matti Latvala | 13:46.2 | 84.0 km/h  | Sébastien Loeb     |
| 3. nap (Május 18) | 16. | 12:16   | Sorilis 2        | 18.66 km | Mikko Hirvonen     | 13:45.0 | 81.4 km/h  | Sébastien Loeb     |
| 3. nap (Május 18) | 17. | 14:10   | Liscia Ruja      | 2.69 km  | Jari-Matti Latvala | 1:54.8  | 84.4 km/h  | Sébastien Loeb     |

## Végeredmény
|          | Versenyző             | Navigátor            | Autó                   | Idő       | Különbség | Pont |
| -------- | --------------------- | -------------------- | ---------------------- | --------- | --------- | ---- |
| 1.       | Sébastien Loeb        | Daniel Elena         | Citroën C4 WRC         | 3:57:17.2 | 0.0       | 10   |
| 2.       | Mikko Hirvonen        | Jarmo Lehtinen       | Ford Focus RS WRC 07   | 3:57:27.8 | +10.6     | 8    |
| 3.       | Jari-Matti Latvala    | Miikka Anttila       | Ford Focus RS WRC 07   | 3:57:32.5 | +15.3     | 6    |
| 4.       | Gigi Galli            | Giovanni Bernacchini | Ford Focus RS WRC 07   | 3:58:59.7 | +1:42.5   | 5    |
| 5.       | Dani Sordo            | Marc Marti           | Citroën C4 WRC         | 3:59:22.8 | +2:05.6   | 4    |
| 6.       | Chris Atkinson        | Stephane Prevot      | Subaru Impreza WRC2007 | 4:02:25.8 | +5:08.6   | 3    |
| 7.       | Henning Solberg       | Cato Menkerud        | Ford Focus RS WRC 07   | 4:03:18.2 | +6:01.0   | 2    |
| 8.       | Urmo Aava             | Kuldar Sikk          | Citroën C4 WRC         | 4:03:38.5 | +6:21.3   | 1    |
| JWRC     |                       |                      |                        |           |           |      |
| 1. (13.) | Michał Kościuszko     | Maciej Szczepaniak   | Suzuki Swift S1600     | 4:21:52.9 | 0.0       | 10   |
| 2. (14.) | Alessandro Bettega    | Simone Scattolin     | Renault Clio R3        | 4:26:17.8 | +4:24.9   | 8    |
| 3. (16.) | Aaron Nicolai Burkart | Michael Kölbach      | Citroën C2 S1600       | 4:32:14.6 | +10:21.7  | 6    |
| 4. (18.) | Shaun Gallagher       | Michael Morrissey    | Citroën C2 S1600       | 4:32:40.9 | +10:48.0  | 5    |
| 5. (19.) | Sébastien Ogier       | Julien Ingrassia     | Citroën C2 S1600       | 4:37:39.8 | +15:46.9  | 4    |
| 6. (25.) | Stefano Albertini     | Piercarlo Capolongo  | Renault Clio R3        | 4:38:01.7 | +16:08.7  | 3    |
| 7. (29.) | Patrik Sandell        | Emil Axelsson        | Renault Clio S1600     | 4:47:29.2 | +25:36.3  | 2    |
| 8. (31.) | Hans Weijs jr.        | Hans Van Goor        | Citroën C2 R2          | 4:48:07.7 | +26:14.8  | 1    |